# دوریس نوینر
دوریس نوینر (انگلیسی: Doris Neuner؛ زادهٔ ۱۰ مهٔ ۱۹۷۱) لژسوار اهل اتریش است.